# کولکنت
کولکنت (به لاتین: Kulkent) یک منطقهٔ مسکونی در تاجیکستان است که در ولایت سغد واقع شده‌است.

## خصوصیات
کولکنت ۱۷٬۷۳۲ نفر جمعیت دارد.